# Бессмертних Олександр Олександрович
Олекса́ндр Олекса́ндрович Бессме́ртних (рос. Бессмертных Александр Александрович; нар. 10 листопада 1933 року, Бійськ Алтайський край, Російська РФСР) — радянський дипломат. З 15 січня по 23 серпня 1991 року міністр закордонних справ СРСР. Член ЦК КПРС (1990—1991).

## Освіта
Закінчив Московський державний інститут міжнародних відносин (1957), кандидат юридичних наук (1970).

## Дипломатична робота
У 1957—1960 — референт, старший референт, аташе відділу друку Міністерства закордонних справ (МЗС) СРСР.
У 1960—1966 — перекладач, співробітник Секретаріату ООН. Член КПРС з 1963 року.
У 1966—1970 — другий, згодом перший секретар секретаріату Міністра закордонних справ СРСР Андрія Громико.
У 1970—1983 — перший секретар, радник, посланець посольства СРСР в США. За американським «Біографічним щорічником», «за 13 років своєї роботи в Радянському Посольстві у Вашингтоні Безсмертних перетворився на модель дипломата, який вміло представляв свою країну»
У 1983—1986 — завідувач відділу США МЗС СРСР, член колегії МЗС СРСР.
У 1986—1988 — заступник міністра закордонних справ СРСР Едуарда Шеварднадзе.
У 1988—1990 — перший заступник міністра закордонних справ СРСР.
У травні 1990 — січень 1991 — Надзвичайний і Повноважний Посол СРСР в США.
З 1990 по 1991 — член ЦК КПРС.

## Міністр закордонних справ СРСР
У січні — серпні 1991 — міністр закордонних справ СРСР, одночасно в березні — серпні 1991 — член Ради Безпеки СРСР. Як міністр брав участь у підготовці міжнародної мирної конференції по Близькому Сходу, співголовами якої були СРСР та США (конференція відбулася в Мадриді у вересні 1991, вже після його відставки). Був першим керівником радянського МЗС, який відвідав Ізраїль. Був автором концепції «створення поясу дружби і співробітництва навколо СРСР», згідно з якою в число пріорітетів зовнішньої політики СРСР входив розвиток зв'язків з усіма державами по периметру країни, в тому числі і з країнами, які знаходилися на периферії інтересів радянської дипломатії. Під час його перебування на посаді міністра в липні 1991 в Москві було підписано радянсько-американський Договір СНО-1. Почався процес підготовки і укладення двосторонніх угод з країнами Центральної і Східної Європи.
У серпні 1991 відмовився увійти до ДКНС, але і не засудив його діяльність. Заявив, що захворів, не керував МЗС в кризовий період. Після поразки ДКНС був звільнений з посади.
З вересня 1991 — начальник центру політичного аналізу при Зовнішньополітичній асоціації Росії. З березня 1992 — президент Зовнішньополітичної асоціації.

## Праці
Автор ряду статей і досліджень на теми дипломатії, зовнішньої політики, військово-політичної стратегії, переговорів по ядерним озброєннях.

## Нагороди
- орден Дружби народів (СРСР)
- орден «Знак Пошани» (СРСР)
- орден Пошани  (Росія)
- орденом Даніїла Московського III ступеня Російської православної церкви.